# Daiki Miya
Daiki Miya (宮 大樹?, Miya Daiki; Osaka, 1º aprile 1996) è un calciatore giapponese, difensore dell'Avispa Fukuoka.

## Caratteristiche tecniche
È un difensore centrale.

## Palmarès

### Club
- Coppa dell'Imperatore: 1

Vissel Kōbe: 2019
- Coppa J. League: 1

Avispa Fukuoka: 2023

### Nazionale
- Universiade: 1

2017